# N. Dharam Singh

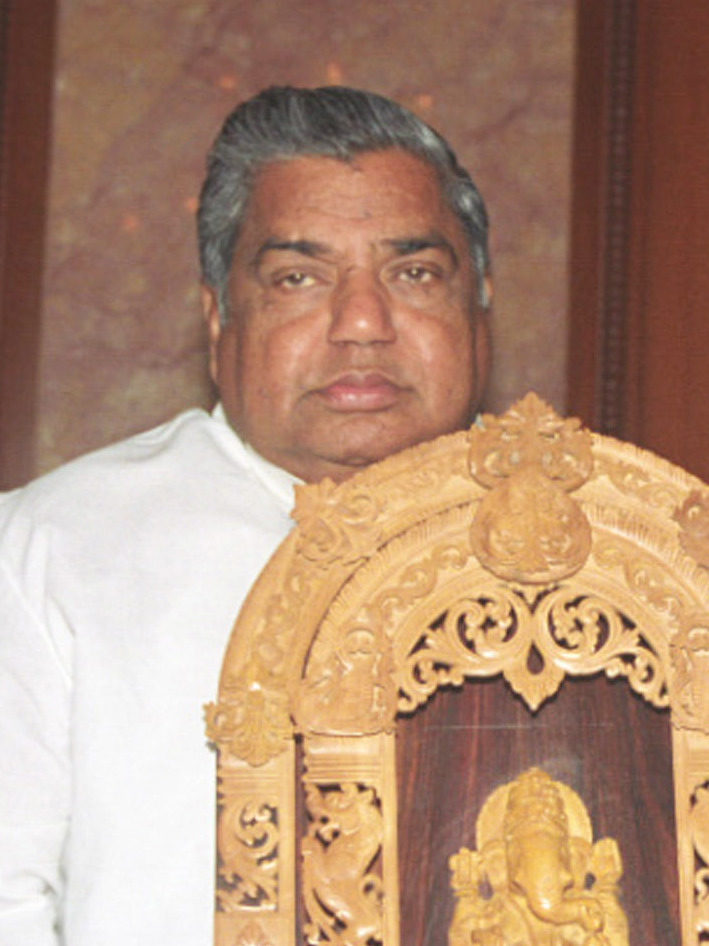
N. Dharam Singh, 2005

N. Dharam Singh (Narayan Singh Dharam Singh, Kannada: ಧರಮ್ ಸಿಂಗ್; * 25. Dezember 1936 in Nelogi, Distrikt Kalaburagi; † 27. Juli 2017 in Bengaluru) war ein indischer Politiker der Kongresspartei. Er war 2004–2006 Chief Minister (Regierungschef) des Bundesstaates Karnataka.

## Biografie
N. Dharam Singh wurde am 25. Dezember 1936 im Dorf Nelogi bei Jevargi im Distrikt Kalaburagi im Norden des heutigen Bundesstaates Karnataka in eine Rajputenfamilie geboren. Einige Mitglieder dieser ursprünglich in Rajasthan beheimateten Kastengruppe waren ab dem 18. Jahrhundert nach Hyderabad und Mysore eingewandert, heute stellen die Rajputen in Karnataka eine sehr kleine Kaste dar. Dharam Singh machte einen Abschluss zunächst als Bachelor of Laws und dann als Master of Arts an der Osmania University in Hyderabad. Aus einer 1970 geschlossenen Ehe gingen drei Kinder hervor. Dharam Singhs jüngster Sohn Ajay Singh hat ebenfalls eine politische Laufbahn eingeschlagen und wurde 2013 in das Parlament Karnatakas gewählt.
Dharam Singh begann Ende der 1960er Jahre eine politische Karriere für die Kongresspartei. Von 1968 bis 1980 war er Vorsitzender des Stadtrats von Kalaburagi (Gulbarga). 1978 wurde er erstmals aus dem Wahlkreis Jewargi in die Karnataka Legislative Assembly, das Unterhaus des Bundesstaatsparlaments, gewählt. 1980 trat er erfolgreich im Wahlkreis Gulbarga bei der Wahl zur Lok Sabha, das gesamtindische Unterhaus, an, gab seinen Parlamentssitz aber unmittelbar wieder auf, um es seinem Parteikollegen C. M. Stephen, der in seinem Wahlkreis gescheitert war, zu ermöglichen, in einer Nachwahl in das Parlament einzuziehen. Stattdessen trat er bei der nächsten Wahl zur Karnataka Legislative Assembly 1983 wieder im Wahlkreis Jewargi an. Er gewann den Wahlkreis und konnte ihn auch bei den folgenden Wahlen 1985, 1989, 1994, 1999 und 2004 verteidigen. Während dieser Zeit bekleidete er mehrere Ministerämter in den verschiedenen Kongress-geführten Regierungen Karnatakas.
Nach der Bundesstaatswahl 2004 ging die Kongresspartei eine Koalitionsregierung mit der Partei Janata Dal (Secular) (JD(S)) ein, um eine Regierungsbildung der hindunationalistischen Bharatiya Janata Party (BJP), die als stärkste Partei aus der Wahl hervorgegangen war, aber über keine eigene Mehrheit verfügte, zu verhindern. Die JD(S) setzte dabei durch, dass der bisherige Chief Minister S. M. Krishna von der Kongresspartei durch Dharam Singh ersetzt wurde. Dharam Singh kam es dabei zugute, dass er keiner der politisch konkurrierenden großen Kasten Karnatakas angehörte. Am 28. Mai 2004 wurde er als Chief Minister vereidigt. Dharam Singh blieb aber weniger als zwei Jahre im Amt: Anfang 2006 versagte die JD(S) unter der Führung H. D. Kumaraswamys Dharam Singh die Gefolgschaft, um eine Koalition mit der BJP einzugehen. Daher musste Dharam Singh am 28. Januar 2006 vom Amt des Chief Ministers zurücktreten.
Bei den Neuwahlen, die 2008 nach dem Scheitern der BJP-JD(S)-Koalition in Karnataka fällig wurden, unterlag Dharam Singh in seinem angestammten Wahlkreis Jewargi knapp gegen den Kandidaten der BJP. 2009 trat er bei der gesamtindischen Parlamentswahl an und wurde aus dem Wahlkreis Bidar in die Lok Sabha gewählt. Bei der nächsten Wahl 2014 verlor Dharam Singh den Wahlkreis aber wieder und schied aus der Lok Sabha aus.
Am 27. Juli 2017 verstarb er 80-jährig in Bengaluru.